# Expansiunea depresiei corticale
Expansiunea depresiei corticale sau EDC este o expresie utilizată de unii oameni de știință specializați în neurochirurgie pentru a se referi sau pentru a reprezenta cel putin una din următoarele procese (succesiuni de stări) corticale: 
- un proces de expansiune a depolarizării unor celule cerebrale aflate într-o regiune a cortexului cerebral;
- un proces de expansiune a unei regiuni corticale ischemice;
- un proces de expansiune a dilatării unor arteriole aflate într-o regiune a cortexului cerebral.